# Малиновая Гора
Мали́новая Гора́ — жилой район Ижевска, входит в состав Ленинского административного района города.
Расположен на одном из западных холмов Ижевска, на правом берегу Ижевского пруда, между Шабердинским трактом и железной дорогой Ижевск — Балезино. Занимает северную часть Ленинского района, находясь к северу от завода ячеистого бетона.
На севере район ограничен лесным массивом Ижевского комплексного заказника, на востоке — Балезинским направлением Горьковской железной дороги, на юге — улицей Чайковского, на западе — Шабердинским трактом и восточной границей 18-го квартала Заречного участка Ижевского лесничества.
На севере район граничит с микрорайоном Полигон, на северо-западе — с селом Вараксино Завьяловского района, на юге — с жилым районом «Машиностроитель». По территории района протекает река Малиновка, на которой в конце 2-й улицы Малиновая Гора устроен пруд с пляжем.

## Название
Происхождение названия района точно не установлено. Если возникновение слова «гора» связано с расположением района на возвышенности, то по поводу происхождения слова «малиновая» единой версии нет. Возможно, оно произошло от расположенного неподалёку Малинова (Малиновского) починка, ставшего впоследствии деревней Малиново. По другой версии, «малиновой» гору стали называть из-за того, что окрестности были богаты малиной.

## История
На рубеже XIX и XX веков на территории будущего района появилось первое современное поселение — Вараксин починок. Во время Великой Отечественной войны в связи с постройкой железной дороги Ижевск — Балезино рядом с ним была открыта станция Заводская.
В 1958 году был утверждён план застройки района Малиновая Гора. На следующий год в первом деревянном здании открылась школа № 60. В 1964 году в начале Шабердинского тракта был построен завод ячеистого бетона, в связи с чем на юге Малиновой Горы началось строительство жилья для работников завода. На возведение нового микрорайона ушло около 10 лет. Авторы проектов планировок — Д. Ф. Калабин и А. В. Овечкин. Основу застройки составили типовые кирпичные 5-этажные дома. Примерно в это же время для транспортного обслуживания жителей нового микрорайона был открыт автобусный маршрут № 8.
В 1972 году школа № 60 переехала в новое каменное здание. В начале 70-х годов на Малиновой Горе был открыт ряд культурно-образовательных учреждений: библиотека им. Кедрова, детская музыкальная школа, школы юных техников и детского творчества.
В конце 80-х годов перед работниками расположенной неподалёку птицефабрики «Вараксино» встал вопрос улучшения жилищных условий. Помимо строительства коммунального жилья было решено развивать также индивидуальное жилищное строительство. Для реализации этих планов началось проектирование нового жилого посёлка. Для его размещения был выделен большой участок сельхозугодий, занимавших возвышенность на левом берегу реки Малиновки, к северу от Малиновой Горы. В 1993 году новому микрорайону было присвоено имя «Липовая Роща» и в середине 90-х годов началась его активная застройка.

## Внутреннее деление
По характеру застройки район делится на 3 части:
- южный микрорайон — микрорайон комплексной многоэтажной застройки, расположен вдоль Шабердинского тракта от улицы Чайковского до 4-й улицы Малиновая Гора.
- центральный микрорайон — собственно Малиновая Гора, район старой частной застройки, расположен вдоль Шабердинского тракта от 4-й улицы Малиновая Гора до реки Малиновка.
- микрорайон «Липовая Роща» — относительно новый микрорайон индивидуальной застройки коттеджного типа[7].

## Экономика
Главным предприятием района является Ижевский завод ячеистого бетона (ЗЯБ), который производит стеновые и перегородочные блоки из ячеистого бетона, а также теплоизоляционные изделия.
Торговля на Малиновой Горе развита недостаточно. В районе отсутствуют крупные торговые центры, большинство магазинов небольшие и специализируются на продаже продуктов питания и иных товаров повседневного спроса. Работают 2 супермаркета федеральных сетей («Магнит» и «Пятёрочка»).

## Социальная сфера
Образовательную деятельность на территории района ведут школы, учреждения дошкольного и дополнительного образования. На Малиновой Горе работают 2 школы (№ 60 и 26) и 4 детских сада (детский сад № 170, 2 корпуса детского сада № 167, прогимназия «Липовая Роща»).
Кроме того, в районе расположены несколько учреждений дополнительного образования и культуры:
- центр дополнительного образования «Полёт»;
- детско-юношеская спортивная школа № 2;
- клуб «Бригантина»;
- библиотека имени Ф. Г. Кедрова.

Собственных учреждений здравоохранения на Малиновой Горе нет. Медицинское обслуживание населения района осуществляют городская больница № 4, городская поликлиника № 6 и детская поликлиника № 6.

## Транспорт
Магистральной улицей района является Шабердинский тракт — двухполосное шоссе, соединяющее район с центром города, а также Ижевск с пригородными населёнными пунктами на северо-западном направлении.
Городской общественный транспорт

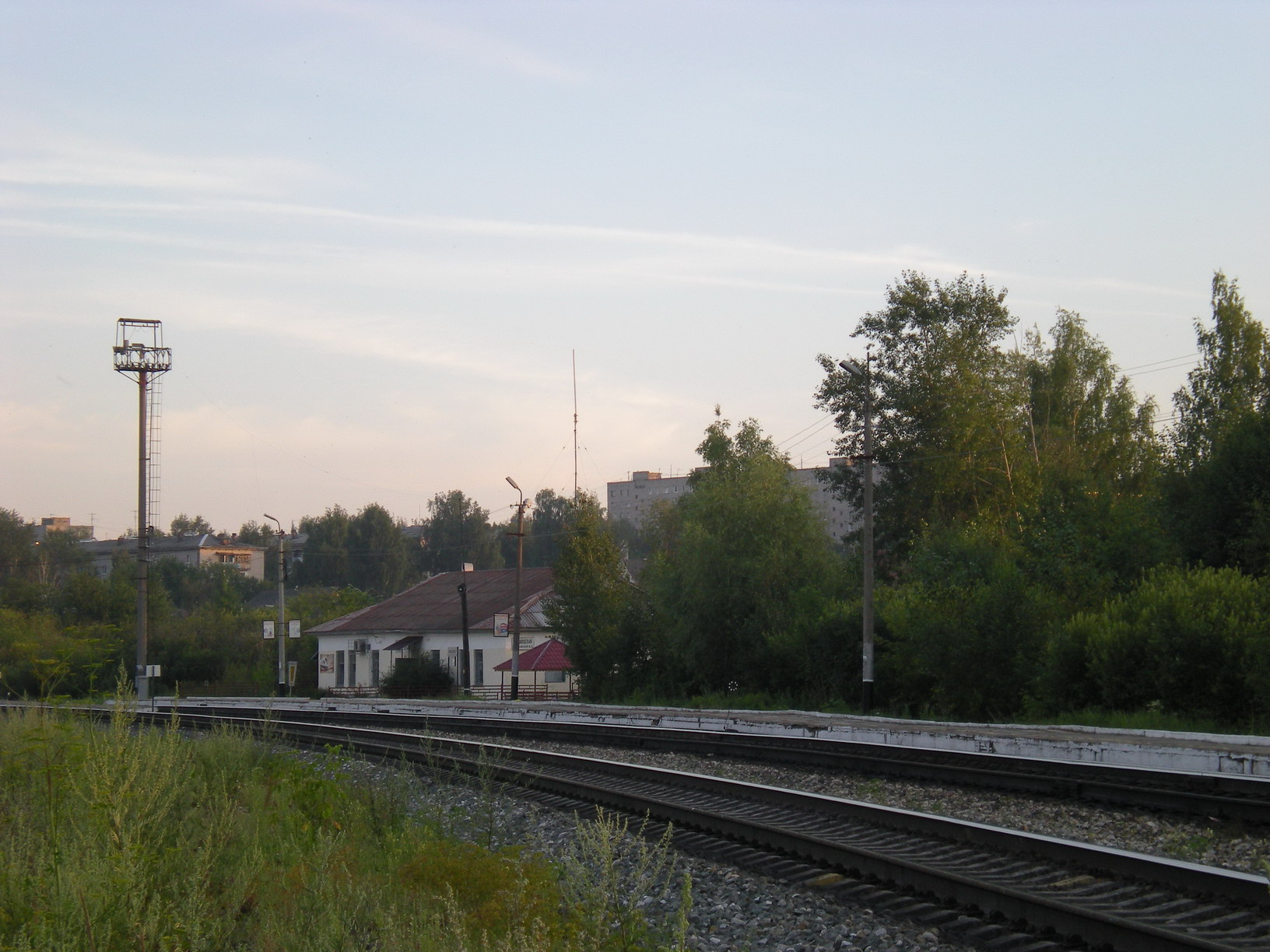
Станция Заводская

Общественный транспорт Малиновой Горы развит недостаточно и представлен лишь автотранспортом. По району проходят маршруты автобусов № 8, 8к, 21, 34, а также маршрутных такси № 353 и 363. Общественный транспорт курсирует по 2 улицам: Шабердинский тракт и Вараксинский бульвар. Автобусы связывают Малиновую Гору с другими районами Ижевска, а также с селом Вараксино.
Железнодорожный транспорт
Вдоль восточной границы района проходит линия Горьковской железной дороги, по которой курсируют грузовые и пассажирские поезда пригородного и дальнего следования. В центральной части района на этой линии расположена станция Заводская, обслуживающая пригородные пассажирские поезда Балезинского и Увинского направлений.

## В художественной литературе
- В 2015 году увидела свет новая книга удмуртского писателя Сергея Матвеева «Эмезь гурезь» (удм. «Малиновая гора»). В романе в свободной форме описывается один год из жизни одинокого мужчины средних лет, проживающего в квартире на Малиновой Горе[9].
- Также этому району Ижевска посвящено стихотворение «Эмезё гурезь» удмуртского поэта Владислава Кириллова[10][11].